# Dachrinne

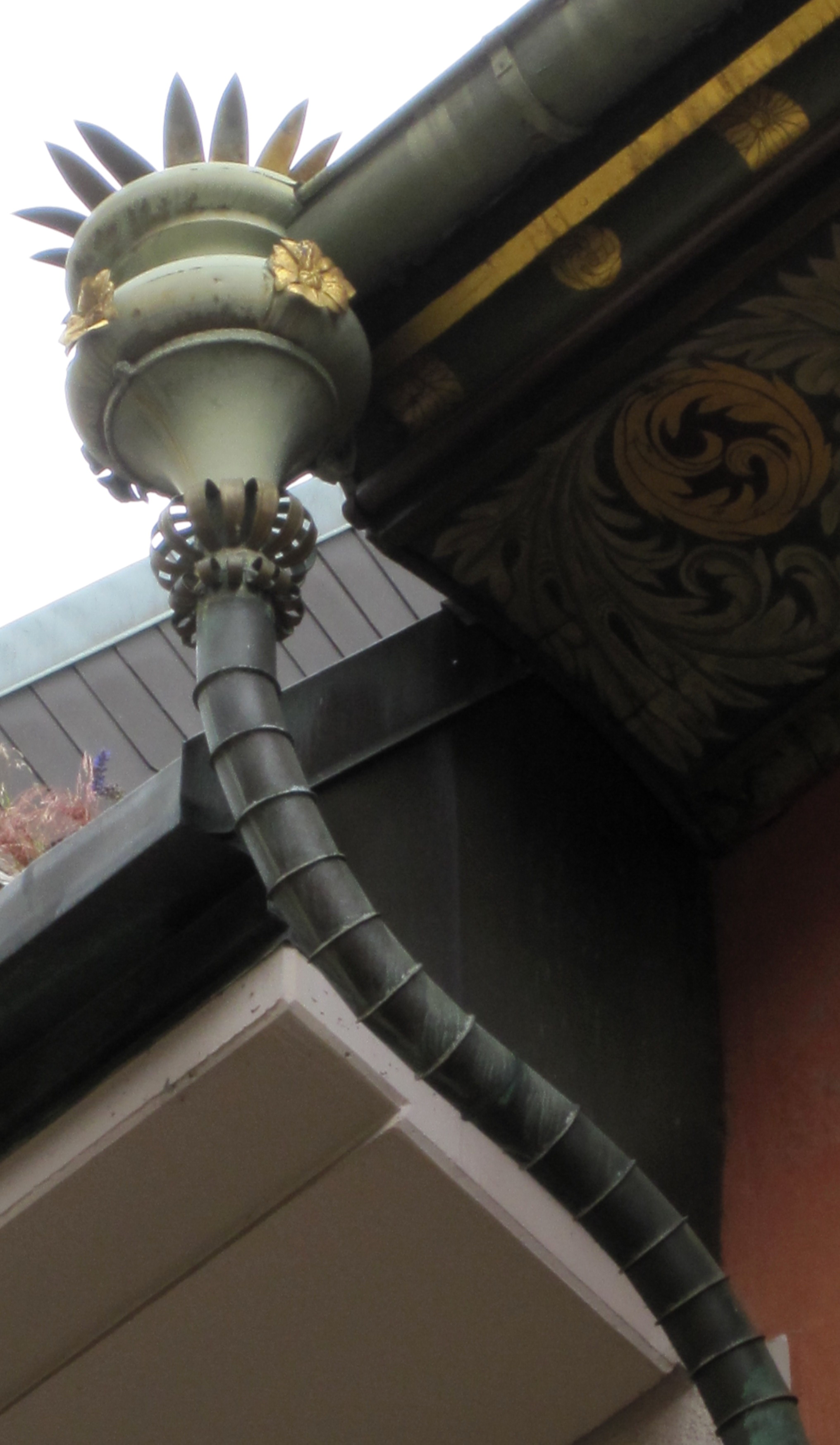
Geschmückter Einlauftrichter und aus Segmenten gelöteter Rohrbogen auf einem Hof bei Freiburg.

Eine Dachrinne (umgangssprachlich Regenrinne oder Dachkalle, regional (Dach-)Kandel oder (Dach-)Kännel; auch Gehänge, Traufrinne, (Dach-)Kähner (Alemannisch), in der Schweiz meistens Dachhengel genannt) ist eine Sammelrinne an der Dachtraufe, die das von der Dacheindeckung ablaufende Regenwasser an der Dachtraufe sammelt und durch einen Trichter über ein Fallrohr oder Regenablaufkette ableitet. Als Teil der Dachentwässerung dient sie zur Vermeidung von Schäden am Haus sowie von Verletzung oder auch nur Belästigung von Hausbewohnern und Verkehrsteilnehmern. Wo Wasser fehlt, schwer zu beschaffen oder unerschwinglich ist, kommt die Funktion hinzu, das Regenwasser mit Regenwassersammlern in Zisternen oder Regentonnen zur Nutzung aufzufangen.

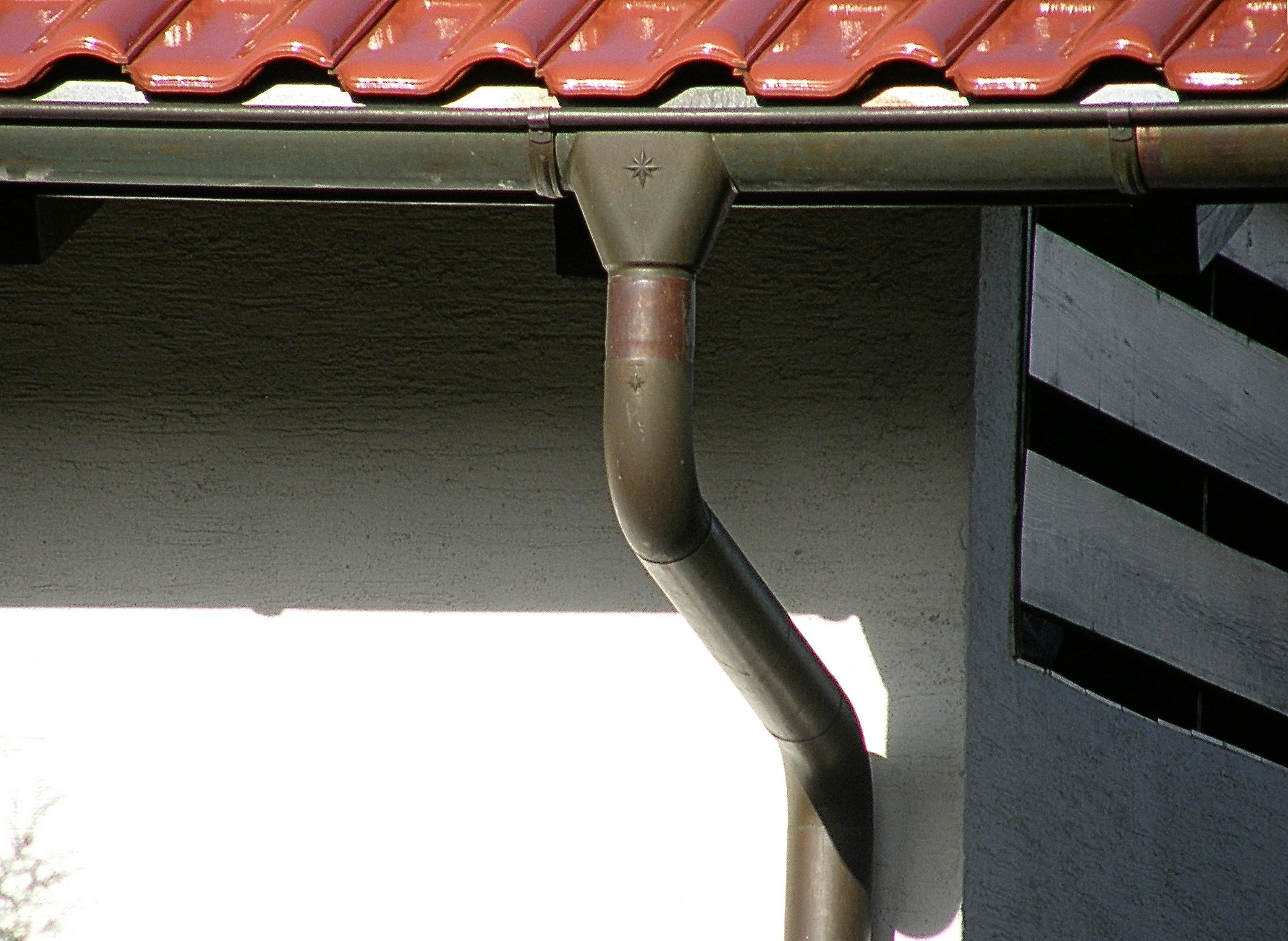
Dachrinne mit Einlauftrichter (Stutzen), Bögen und Fallrohr

Statt einem regulierten Ablauf, insbesondere bei ausreichendem Dachüberstand, kann das Wasser am Ende der Dachrinne über einen freien Auslauf zum Boden strömen, der auch
als Speier, Abtraufe oder Ansetztraufe bezeichnet wird.

## Geschichte
An älteren Dacheindeckungen aus Stroh und Schilf, aber auch an antiken und mittelalterlichen Häusern mit Ziegeldächern gab es in der Regel keine Regenrinnen. Während dies in den eher regenarmen südlichen Ländern oder in ländlichen Regionen nur selten ein Problem darstellte, brachte es in den seit dem Mittelalter auch in Mittel- und Nordeuropa aufblühenden Städten durchaus Probleme mit sich, denn bei traufständigen Häusern tropfte oder fiel das Regenwasser auf die Straße, was weder für die Menschen noch für die Bausubstanz zuträglich war. Dies war mit ein Grund dafür, dass die meisten städtischen Häuser – mit Ausnahme der Eckbauten – giebelständig gebaut wurden, so dass das Regenwasser zwischen die oft unterschiedlich hohen Häusern in ein Traufgässchen fiel und von dort auf die Straße abfloss.

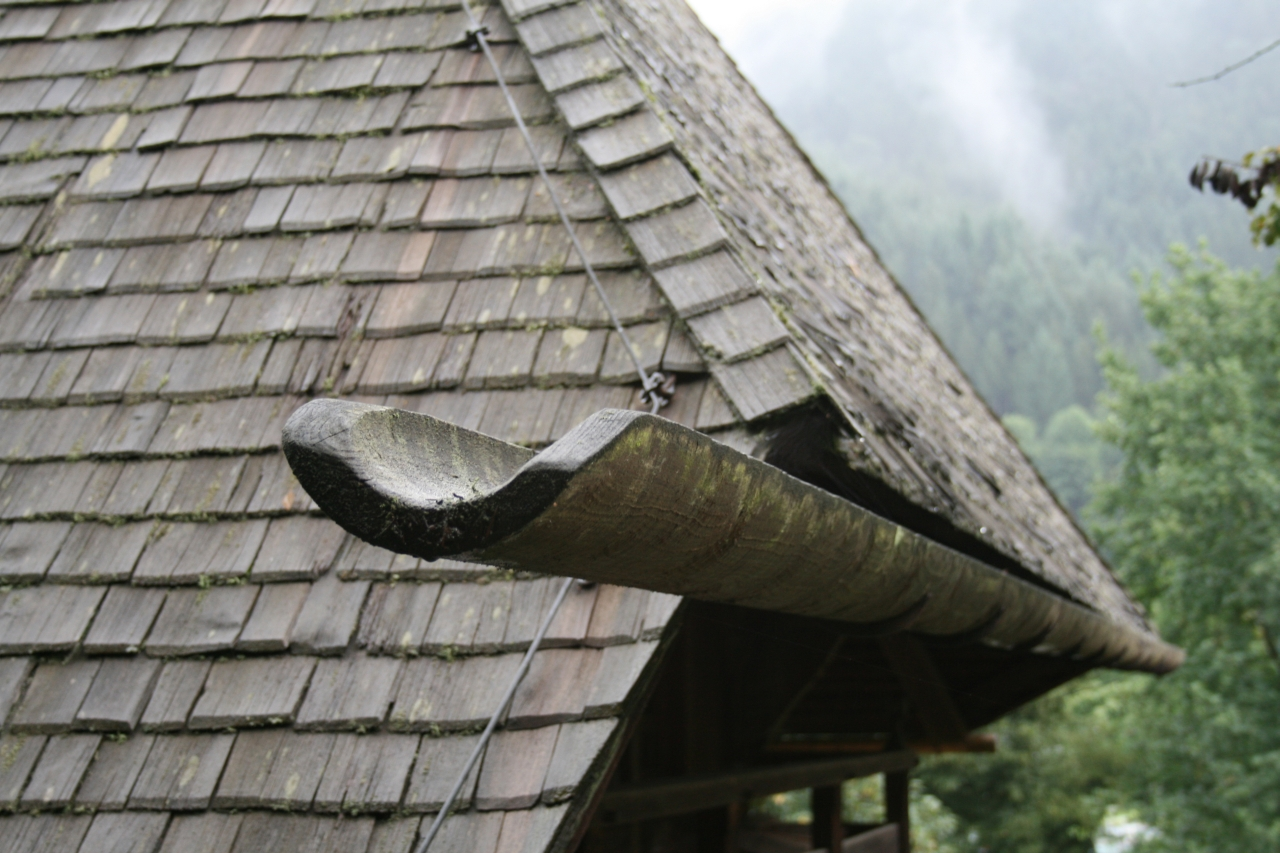
Hölzerne Dachrinne im Schwarzwald

Die frühesten Dachrinnen waren vermutlich aus Holz, das allerdings nicht sehr haltbar ist. In Antike und Mittelalter wurden sie aus Stein gemeißelt oder aus ca. 40 cm langen Formziegeln zusammengefügt und in der griechischen Architektur als Sima bezeichnet; die Ableitung erfolgte meist über Wasserspeier.

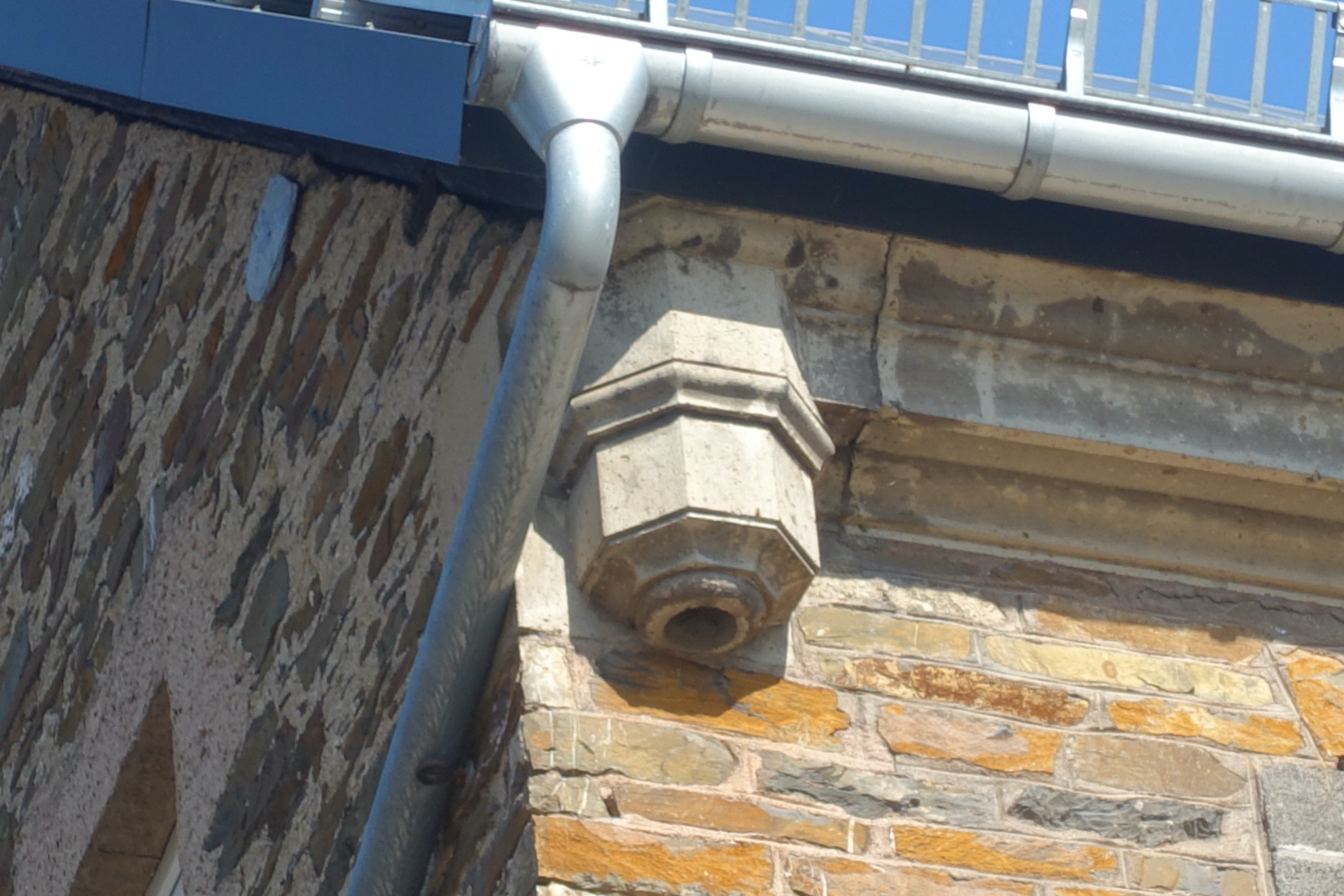
Steinerne Dachtraufrinne unter moderner Metallrinne an einem alten Haus an der Untermosel

Rinnen finden sich teils am merowingischen Herrenhaus, dann wieder im 12. und 13. Jahrhundert. An Sakralbauten bestanden sie weiterhin aus Stein, wobei die Stoßfugen mit Zement oder Fett abgedichtet wurden, was in kälteren Klimazonen allerdings nur unvollkommen gelingt. An Wohngebäuden bestanden sie aus Holz mit innerer Bleiblechverkleidung oder vollständig aus Blei, zuweilen Kupfer. Fallrohre aus Blei oder ausgehöhlten Steinsäulen treten erstmals im 12. Jahrhundert in England und Frankreich auf. Rinnen und Rohre aus Metall werden erst im 18. Jahrhundert üblich.

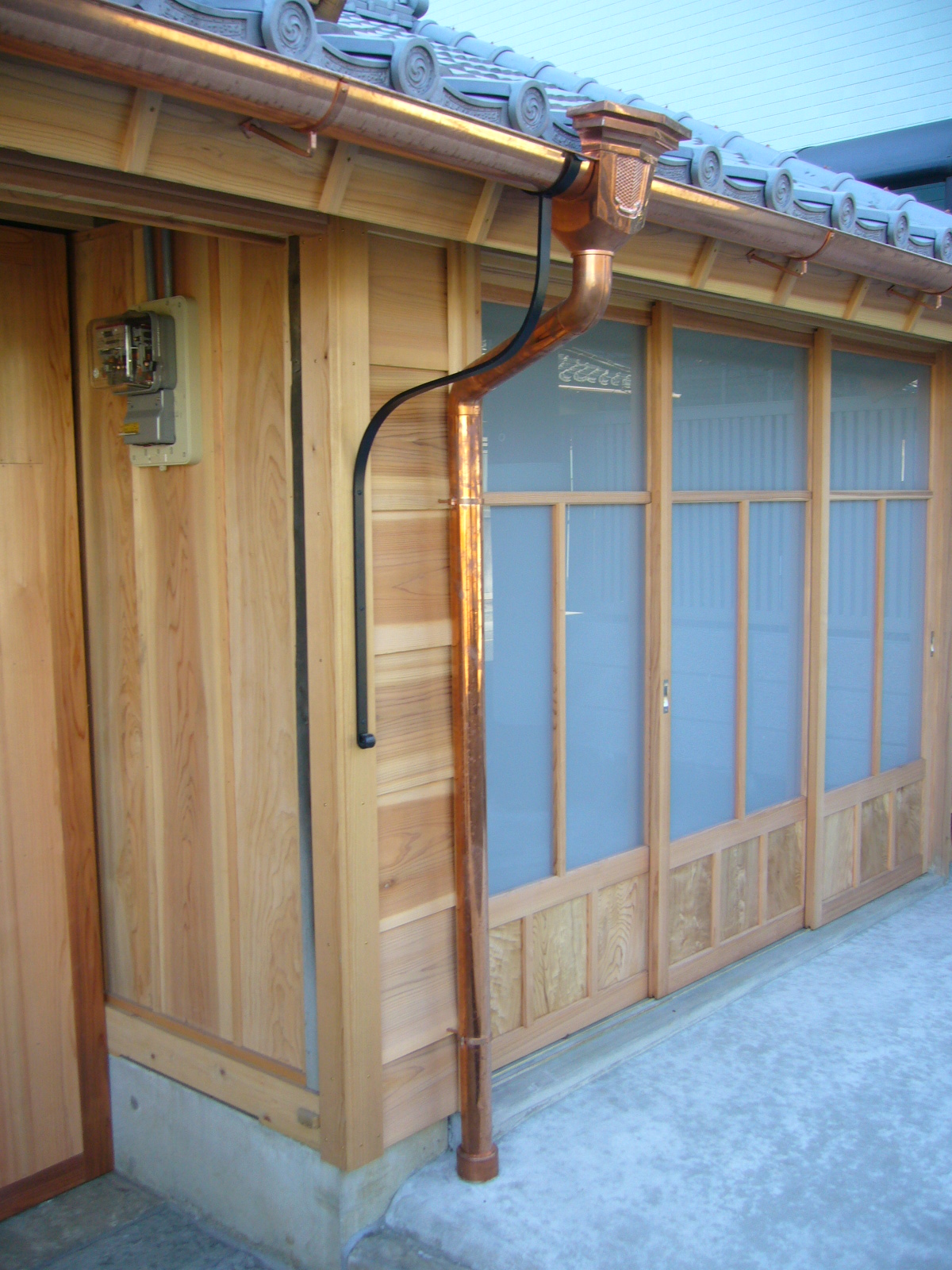
Ein dekorativ geprägter Einlauftrichter in Katori, Japan.

## Bauformen
Dachrinnen gibt es in unterschiedlichen Profilen (z. B. halbrund, kastenförmig) und für verschiedene Verwendungszwecke (z. B. vorgehängte Rinne, Aufdachrinne, innenliegende Rinne, Liegerinne etc.). Neben den Standardrinnen sind klempnertechnisch beliebige Profile machbar.
Freitragende Dachrinnen können sich ausdehnen und zusammenziehen, ohne Schaden zu nehmen, soweit an den Anschlüssen darauf geachtet wird, dass keine Zwängung entsteht.

## Werkstoffe
Dachrinnen werden aus Titanzink, verzinktem Stahlblech, Kupfer, Edelstahl, Aluminium, PVC oder aus Holz hergestellt. Kriterien für die Auswahl des Werkstoffs sind die Anschaffungskosten, die Langlebigkeit und das Aussehen. Verzinktes Stahlblech und Titanzink sehen äußerlich ähnlich aus, lassen sich aber mit Hilfe eines Dauermagneten leicht unterscheiden. Beide sehen neu hell glänzend aus und verwittern bald zu grau. Kupfer ist im Neuzustand hellrot glänzend, die hellrote Farbe wird aber durch Witterungseinflüsse mit der Zeit immer dunkler – bis zu dunkelbraun oder fast schwarz. Erst im Lauf von vielen Jahren oder Jahrzehnten entsteht die typische grüne Patina, die man von historischen Gebäuden kennt. Holzdachrinnen werden noch im traditionell bäuerlichen Hausbau, in der Gartengestaltung, in zivilisationsfernen Gegenden und neuerdings wieder in der Holzarchitektur verwendet.

## Dachrinnen in Deutschland

### Dimensionierung
Die Größe einer Dachrinne sowie Anzahl und Durchmesser der Fallrohre hängen von der zugehörigen Dachfläche sowie der Stärke eines ortsüblichen Gewitterregens ab.
Vorgehängte und innenliegende Dachentwässerungssysteme müssen seit Juli 2001 mit einer hydraulischen Berechnung auf ihre ausreichende Dimensionierung untersucht werden.
Aus wirtschaftlichen Gründen und zur Sicherstellung der Selbstreinigungsfähigkeit wird ein nur mittleres Regenereignis zugrunde gelegt.
Gemäß DIN 1986-100 ist dieses die örtliche Fünf-Minuten-Regenspende – die statistisch einmal in fünf Jahren niedergeht.
Weitere Einflussfaktoren sind die angeschlossene Dachfläche (im Grundriss projizierte Niederschlagsfläche), der Abflussbeiwert von Dachflächen (abhängig vom Dachgefälle und der zeitlichen Verzögerung zwischen Regenwasserspende und tatsächlichem Abfluss) sowie Einflüsse aus Rinnenlänge, Rinnenwinkel, Laubfangkörben und Fallleitungsverziehungen, die zur Reduzierung des Abflussvermögens führen können (siehe DIN 1986-100).

### Ausführung
Zinkbleche wurden früher im sogenannten Paketwalzverfahren hergestellt. Die maximale Größe der Blechtafeln betrug 1 × 2 Meter. Abkantungen erfolgten infolge der schlechten Duktilität bevorzugt senkrecht zur Walzrichtung. Daher wurden die Blechtafeln in 2 Meter lange Teilstücke zerlegt. Man benannte die Rinnen deshalb nach dem Teiler der 2 Meter langen Blechtafel. Obwohl Rinnen heute aus Titanzink in beliebiger Länge und mit Kantungen in Walzrichtung hergestellt werden, wurde in Deutschland diese Benennung beibehalten und für andere Werkstoffe übernommen. Die Zuschnitte des Vormaterials richten sich nur nach dem Endprodukt. Die Abmessungen und weitere Details sind in Europa in der EN 612 geregelt.
Für Heimwerker ist weniger die Größe des Ausgangsmaterials als die der fertigen Rinne von Interesse. In Baumärkten wird meist der Durchmesser einer halbrunden Rinne (bzw. die Breite einer kastenförmigen Rinne) als eine Richtgröße (RG), in Millimetern gerundet, angegeben:
| Teile / Zuschnittbreite | Neue Benennung | Durchmesser/Richtgröße |
| ----------------------- | -------------- | ---------------------- |
| 10-teilig 200 mm        | 20er Rinne     | 80 mm RG 75            |
| 8-teilig 250 mm         | 25er Rinne     | 105 mm RG 100          |
| 7-teilig 285 mm         | 28er Rinne     | 127 mm RG 125          |
| 6-teilig 333 mm         | 33er Rinne     | 153 mm RG 150          |
| 5-teilig 400 mm         | 40er Rinne     | 192 mm                 |
| 4-teilig 500 mm         | 50er Rinne     | 250 mm                 |

Für kastenförmige Rinnen oder Fallrohre ergeben sich jeweils andere Maße.
Je nach Material, Einbausituation und Nenngröße ist ein Bewegungsausgleich vorzusehen, um die temperaturbedingte Längenänderung (Wärmeausdehnung) zwängungsfrei zuzulassen. Z. B. ist bei halbrunden kastenförmigen außenliegenden Zinkrinnen (NW ≤ 500 mm) nach DIN EN 612 alle 15 Meter ein Dilatationsausgleich vorzusehen. Dieser kann als überlappte Bewegungsfuge oder mit entsprechenden Formteilen hergestellt werden.
Die Befestigung der Rinne erfolgt in der Regel mit vorgefertigten Rinnenhaltern (nach DIN EN 1462). Diese werden auf der Traufbohle, dem Sparren oder an der Wand befestigt.
Die Halter müssen ausreichend dimensioniert werden, um den Anforderungen zu entsprechen. Die DIN EN 1462 / DIN 612 gliedert die Rinnenhalter in vier Beanspruchungsreihen und leitet daraus die maximal zulässigen Abstände ab.
Dachrinnen, die um weniger als 3 Millimeter pro Meter geneigt verlegt werden, werden als Dachrinnen ohne Gefälle bezeichnet. Bei einer Aufdachrinne wird allerdings ein Mindestgefälle von 5 Millimetern pro Meter für die Verlegung auf die Dachhaut empfohlen.
Das Gefälle hat Einfluss auf das Abflußvermögen der Rinne.
Ein Gefälle der Dachrinne quer zur Längsrichtung ist nicht erforderlich. Jedoch legt die DIN EN 612 exakte Maße für eine Überhöhung (8–20 mm) des hinteren Dachrinnenrandes fest, um bei Rückstau ein Eindringen des Wassers in die Dachkonstruktion zu vermeiden.

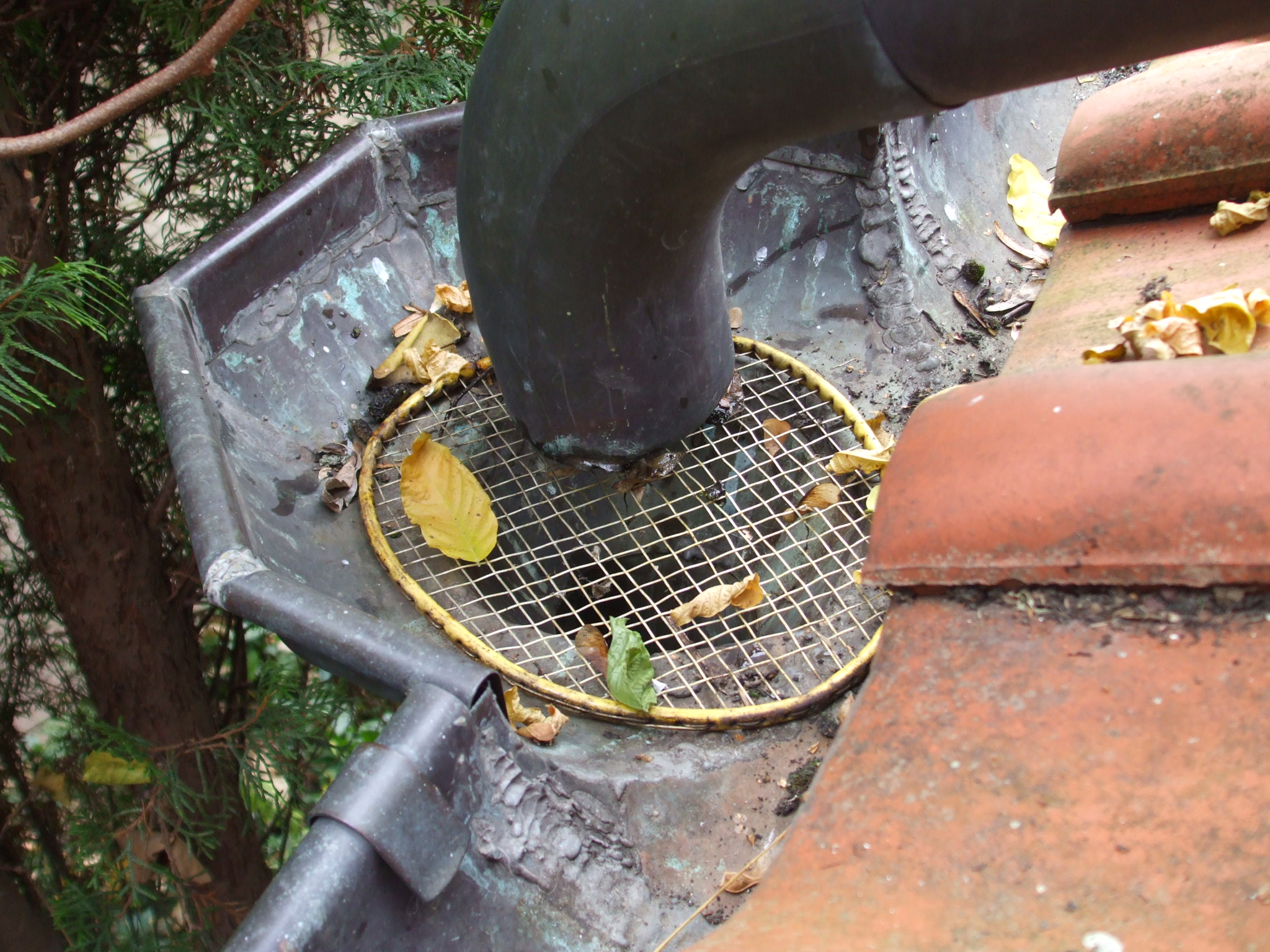
Ein improvisierter Rinnenseiher
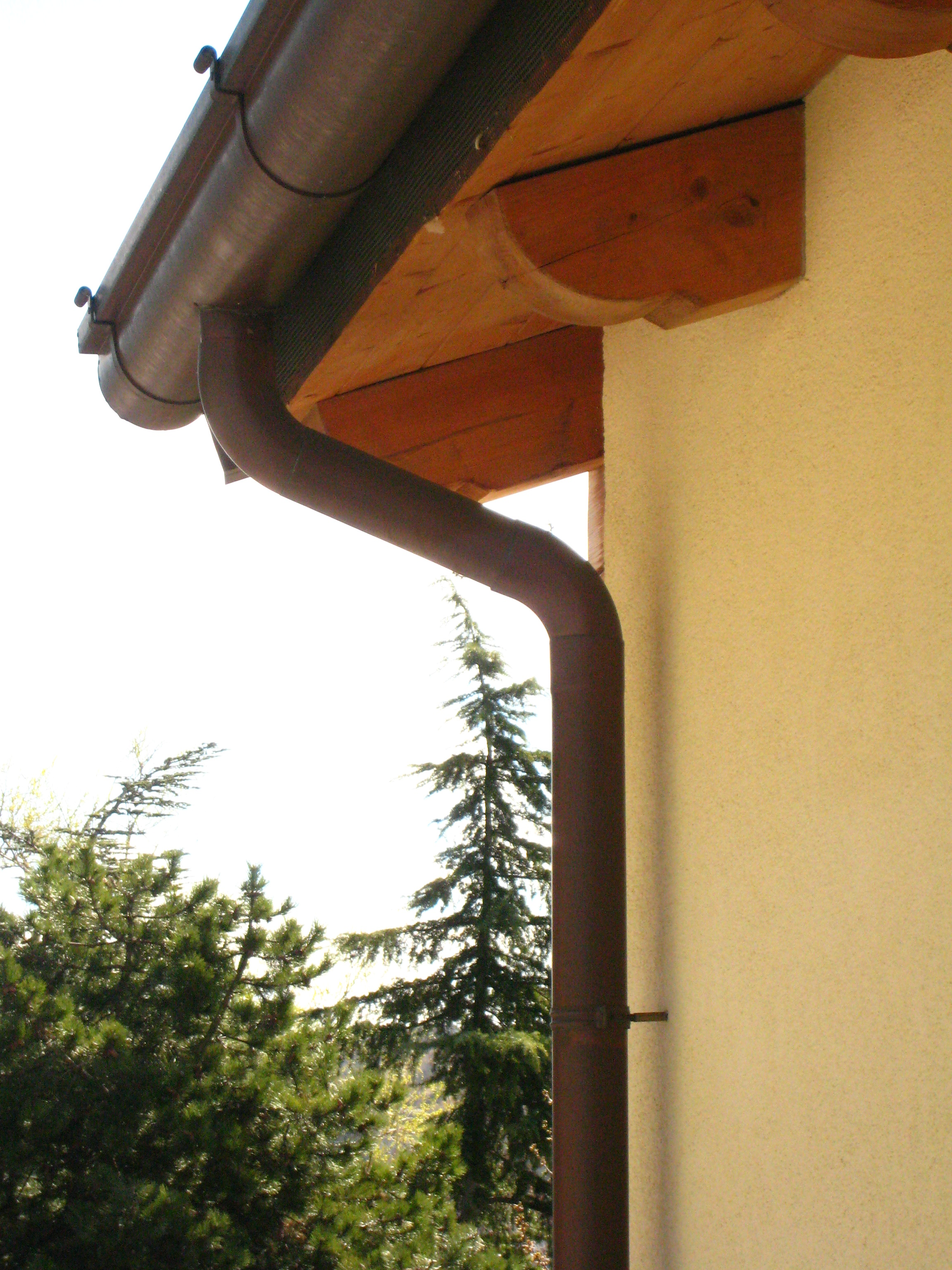
Bogenstück ohne Trichter
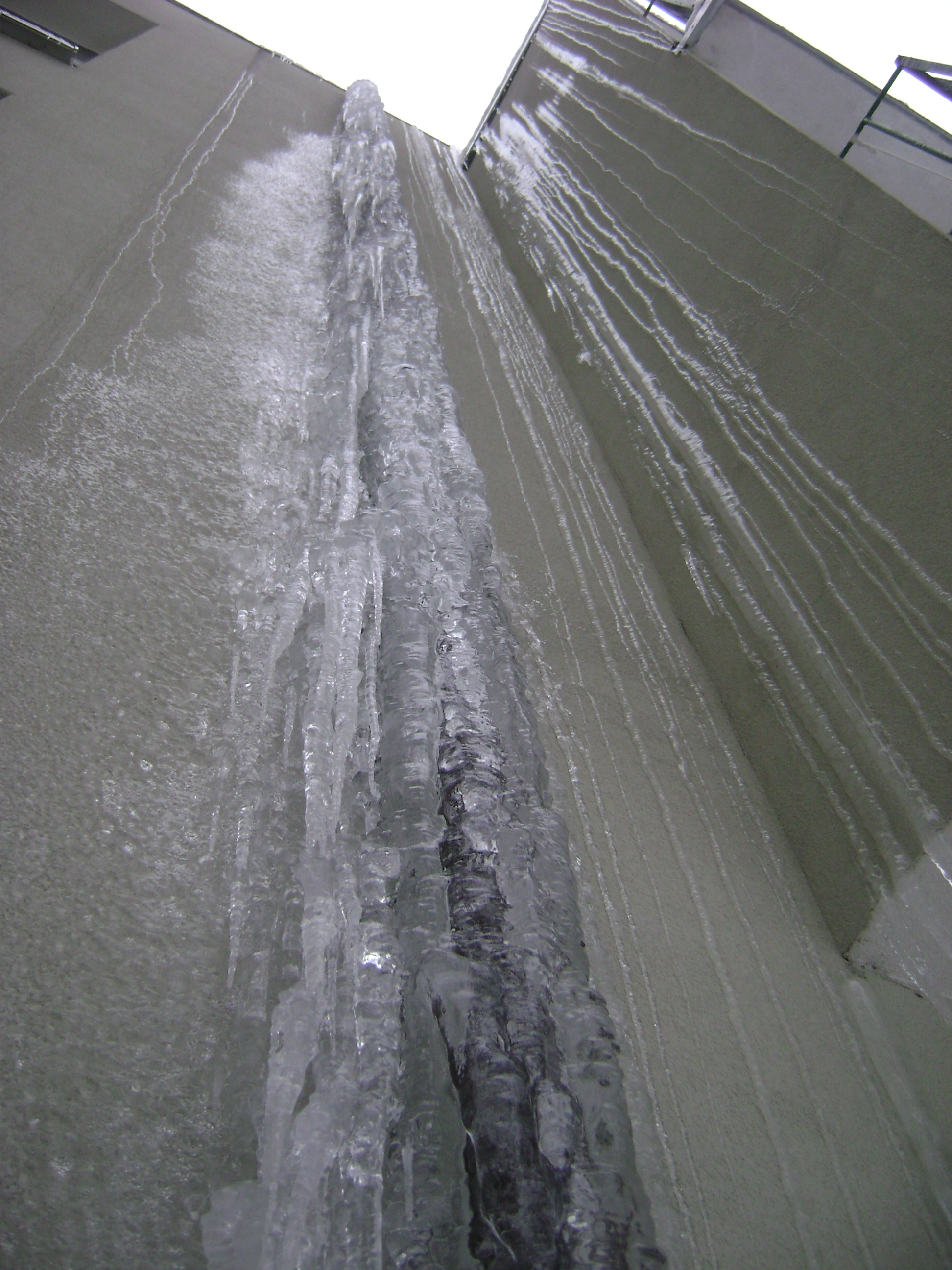
Vereisung nach Verstopfung des Fallrohres
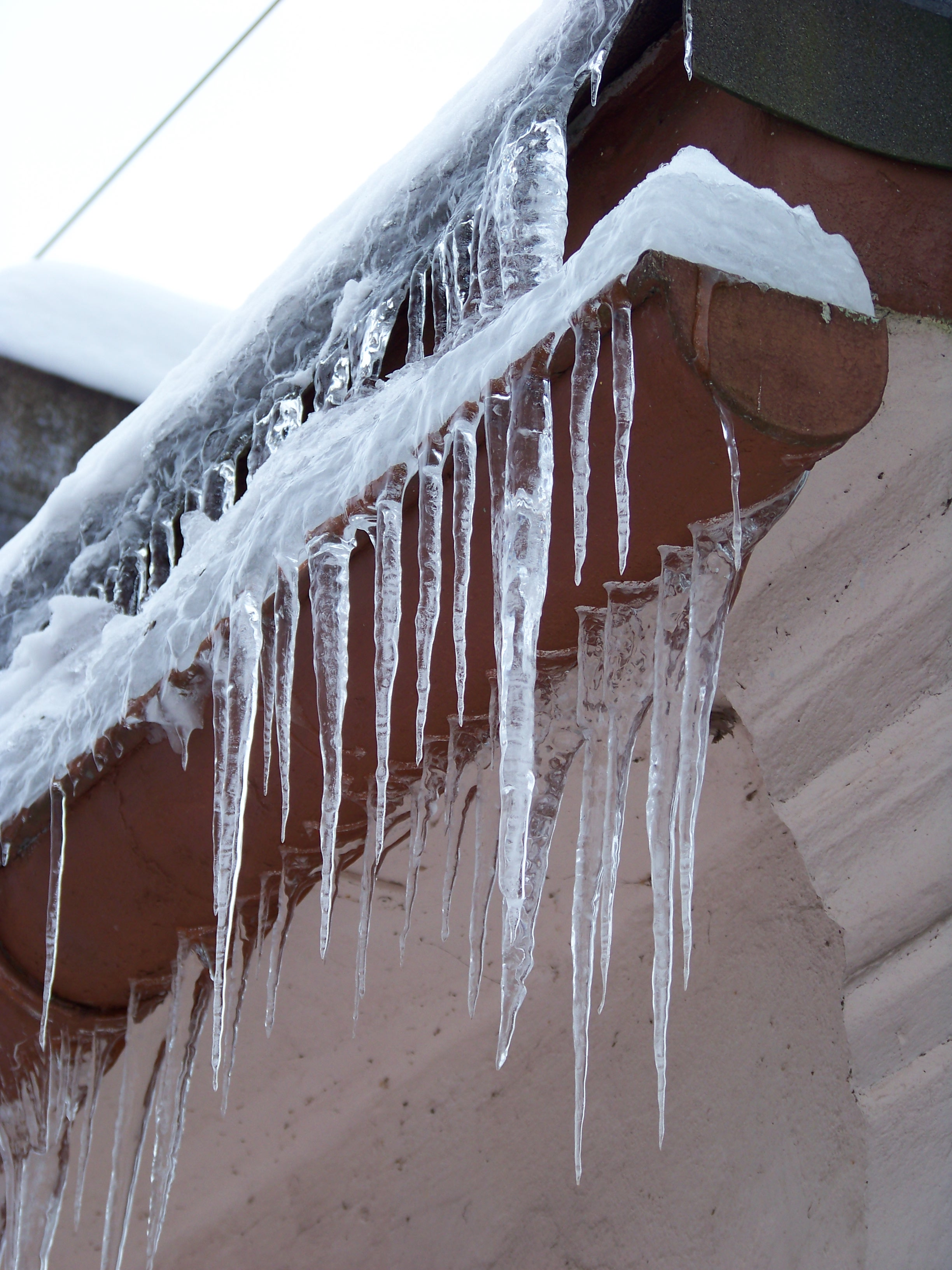
Gefahr fallender Eiszapfen

Ein Rinnenseiher bzw. Laubfangkorb ist sinnvoll, wenn das ablaufende Wasser ohne weitere Filterung zur Regenwassernutzung aufgefangen wird oder wenn das Fallrohr aufgrund einer Querschnittsreduktion oder internen Obstruktionen zur Verstopfung neigt.

### Normen
- DIN EN 12056-3 Schwerkraftentwässerungsanlagen innerhalb von Gebäuden, Teil 3 – Dachentwässerung, Planung und Bemessung
- DIN 1986-100 Entwässerungsanlagen für Gebäude und Grundstücke, Teil 100 – Zusätzliche Bestimmungen zu DIN EN 752 und DIN EN 12056
- DIN EN 612 Hängedachrinnen und Regenfallrohre aus Metallblech; Begriffe, Einteilung und Anforderungen
- DIN EN 1462 Rinnenhalter für Hängedachrinnen; Anforderungen und Prüfung
- „Richtlinien für die Ausführung von Metall-Dächern – Außenwandbekleidungen und Bauklempner-Arbeiten – Fachregeln des Klempner-Handwerks“ vom Zentralverband Sanitär Heizung Klima.

## Dachrinnen in anderen Ländern

### Vereinigte Staaten
In den Vereinigten Staaten sind die meisten Dächer nicht mit Tonziegeln, sondern mit Asphaltschindeln (Roof Shingles, Asphalt Shingles) oder, zur Kostenersparnis, mit Blech gedeckt.
Die weiteste Verbreitung haben heute kastenförmige Rinnen („K-Style Gutters“) aus PVC, Aluminium und Stahl. Produkte aus PVC (engl. Vinyl) sind preiswerter, aber weniger haltbar. Preis und Haltbarkeit von Metallprodukten hängt von Beschichtung und Materialstärke ab. Stahl ist robuster als Aluminium, aber anfällig für Rost.
K-Style Gutters können gegenüber halbrunden Rinnen bei gleicher Ansichtsbreite etwas mehr Wasser aufnehmen. Die profilierte Sichtfläche (Crown Molding) wird für Gebäude in historisierenden Stilrichtungen verwendet, die in den USA verbreitet sind. Die dem Dach zugewandte Seite ist flach und kann so unmittelbar an der Dachkante (Fascia) befestigt werden. Der Streifen zwischen Unterkante der Dachdeckung und Regenrinne wird durch ein Spritzblech (Ice & Water Shield oder Gutter Flashing) mit Tropfkante (Drip Edge) aus Aluminum oder Kunststoff vor dem Eindringen von Regenwasser geschützt.
Für Ziegel- und Schieferdächer werden aus visuellen Gründen häufig halbrunde Rinnen bevorzugt. Sie sind leichter zu reinigen als K-Style Gutters. Unter anderem aufgrund ihres relativ hohen Preises sind halbrunde Rinnen in den USA deutlich weniger verbreitet als K-Style Gutters. Sie können nicht direkt auf die Traufe montiert werden, sondern benötigen Rinnenträger.
Dachrinnen aus Aluminium und Stahl – egal ob K-Style oder halbrund – können vom Handwerker als Seamless Gutters vor Ort mit einer Spezialmaschine (portable gutter-making machine) aus Rollenblech geformt und nach Bedarf zugeschnitten werden. Außer an den Enden entstehen dabei keine Verbindungsstellen, die undicht werden können. Im Baumarkt werden Rinnen in Standardlängen angeboten.
Speziell für Bauten in modernen Stilrichtungen – dies betrifft in den USA nur eine Minderzahl der Wohnhäuser – werden auch Dachrinnen angeboten, die als Contemporary oder Modern bezeichnet werden. Hier überwiegen Kastenformen. An einfachen Geschäftsgebäuden sind schmucklose kastenförmige Rinnen und Fallrohre die Regel.
Dachrinnen aus PVC werden fast ausschließlich in Weiß oder Braun produziert. Produkte aus Aluminium und Stahl sind lackiert und können grundsätzlich in unterschiedlichen Farben gefertigt werden, doch herrschen die Farben Weiß und Braun vor.
Um Verunreinigung und Verstopfen – etwa durch Laub oder Schnee – entgegenzuwirken, werden Regenrinnen mit verschiedenen Typen von Gittern oder anderen Elementen (Gutter Guards) abgedeckt.

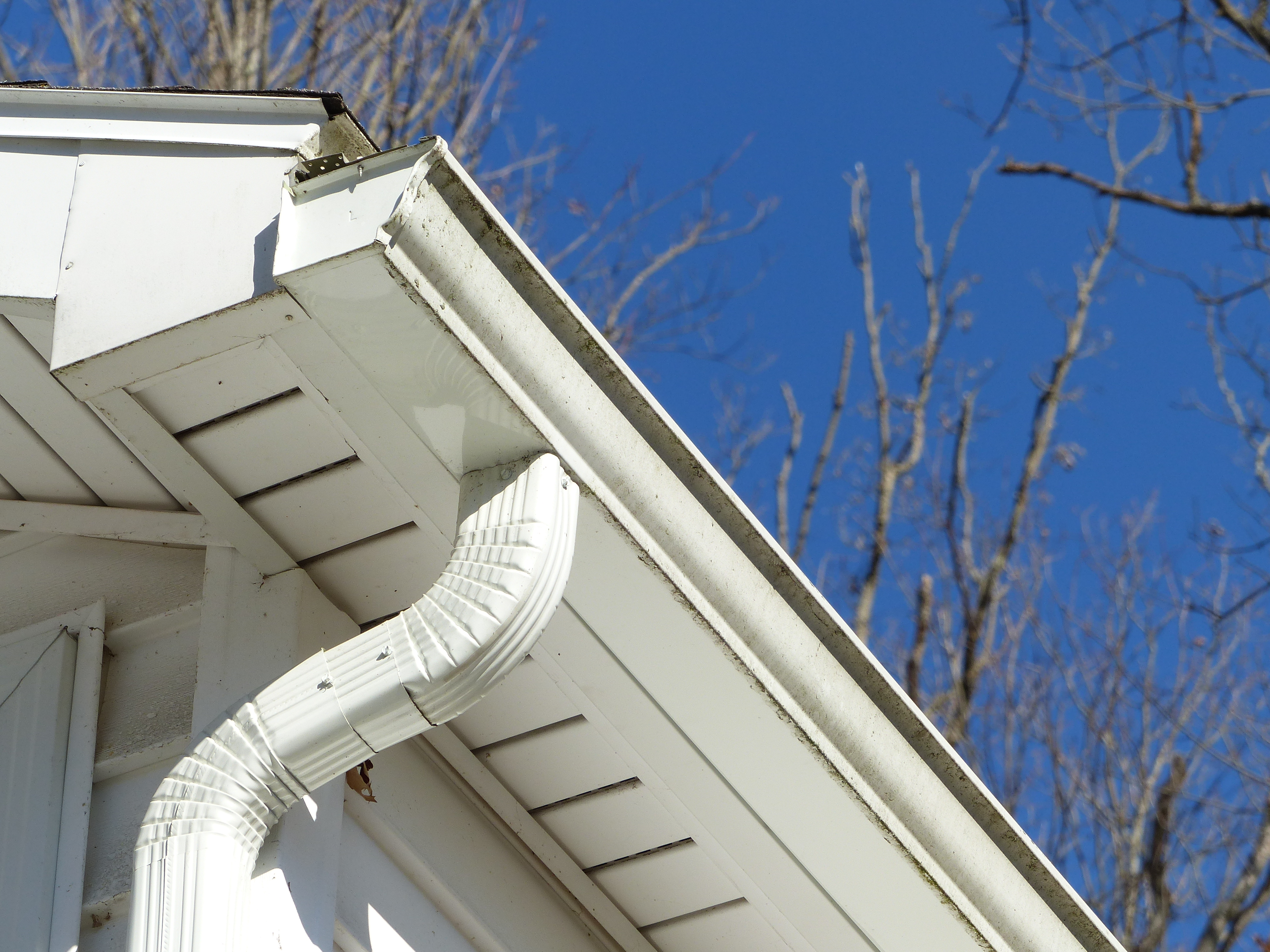
Typische aktuelle Dachrinne an einem Wohnhaus im Osten der USA (Seamless Aluminum Gutter, K-Style)
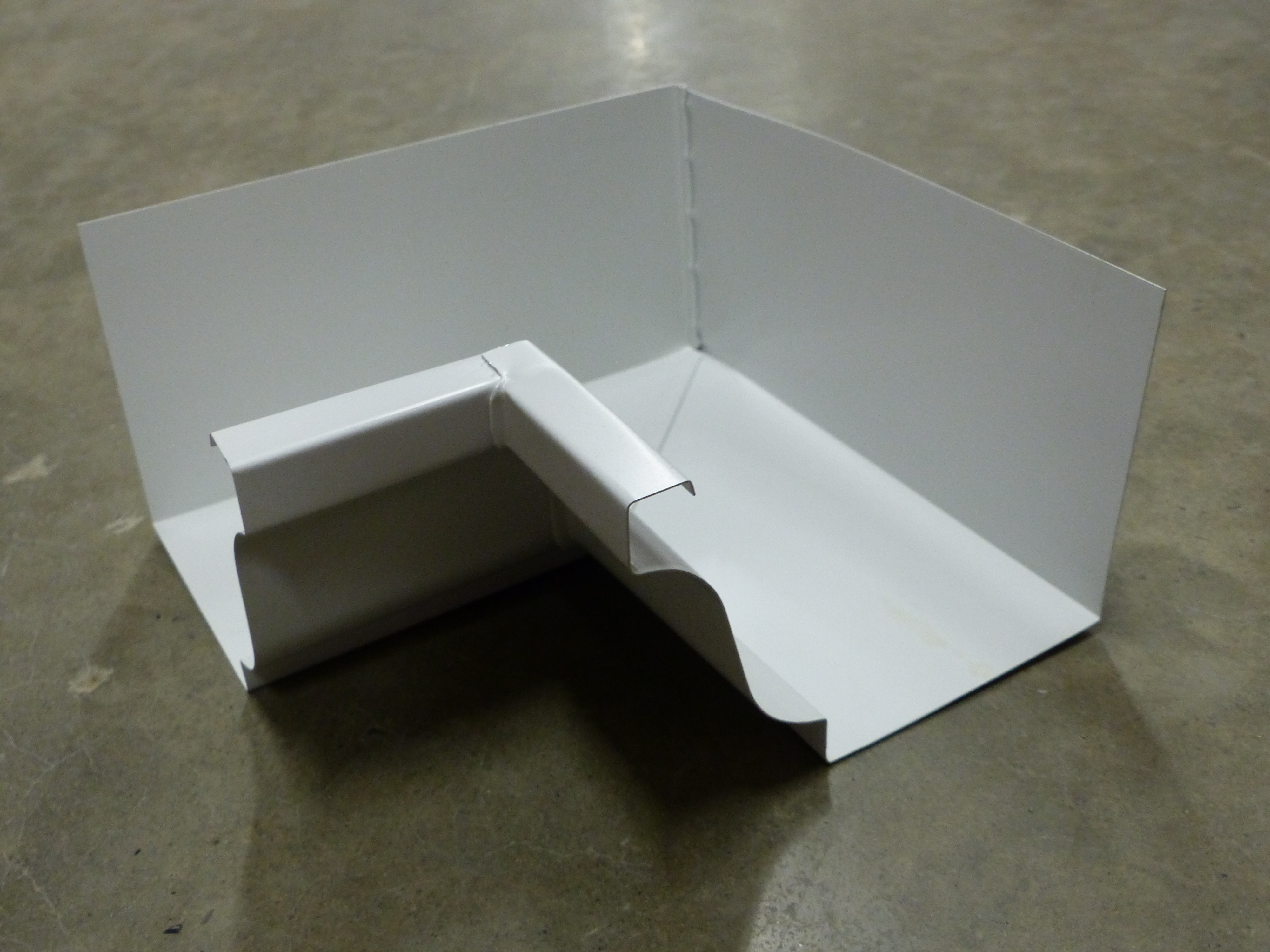
K-Style Gutter: Eckteil (Aluminium)
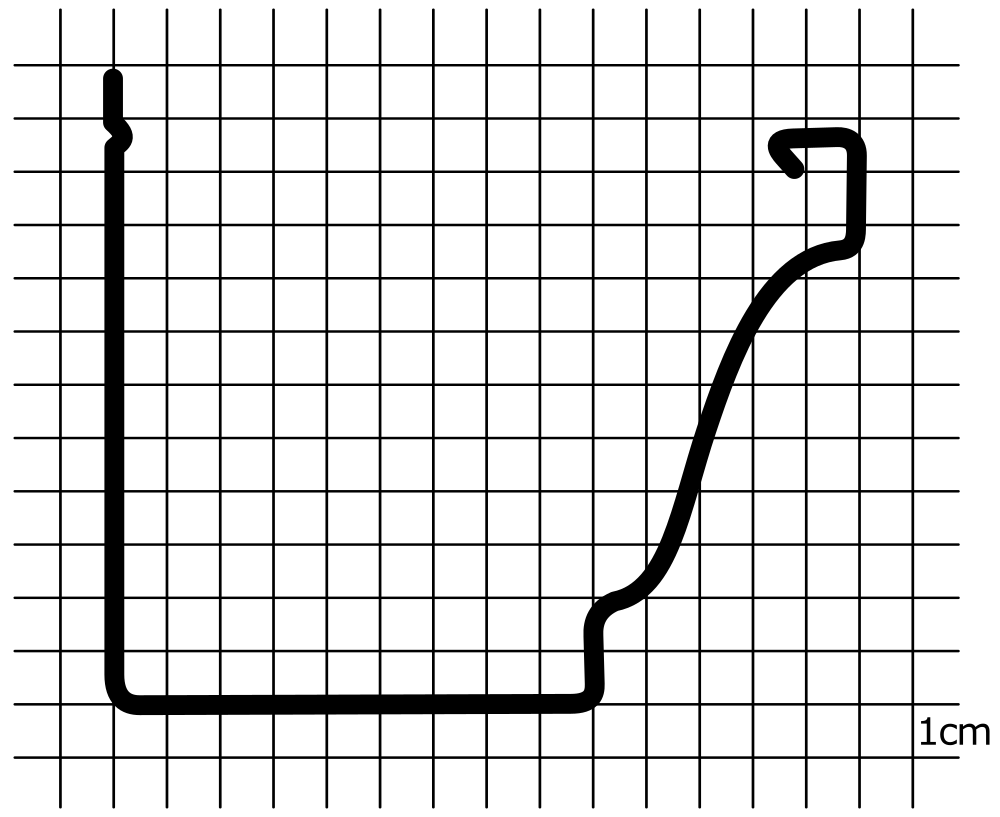
Ein K-Style Gutter im Querschnitt; die Vorderseite (rechts) ist profiliert.
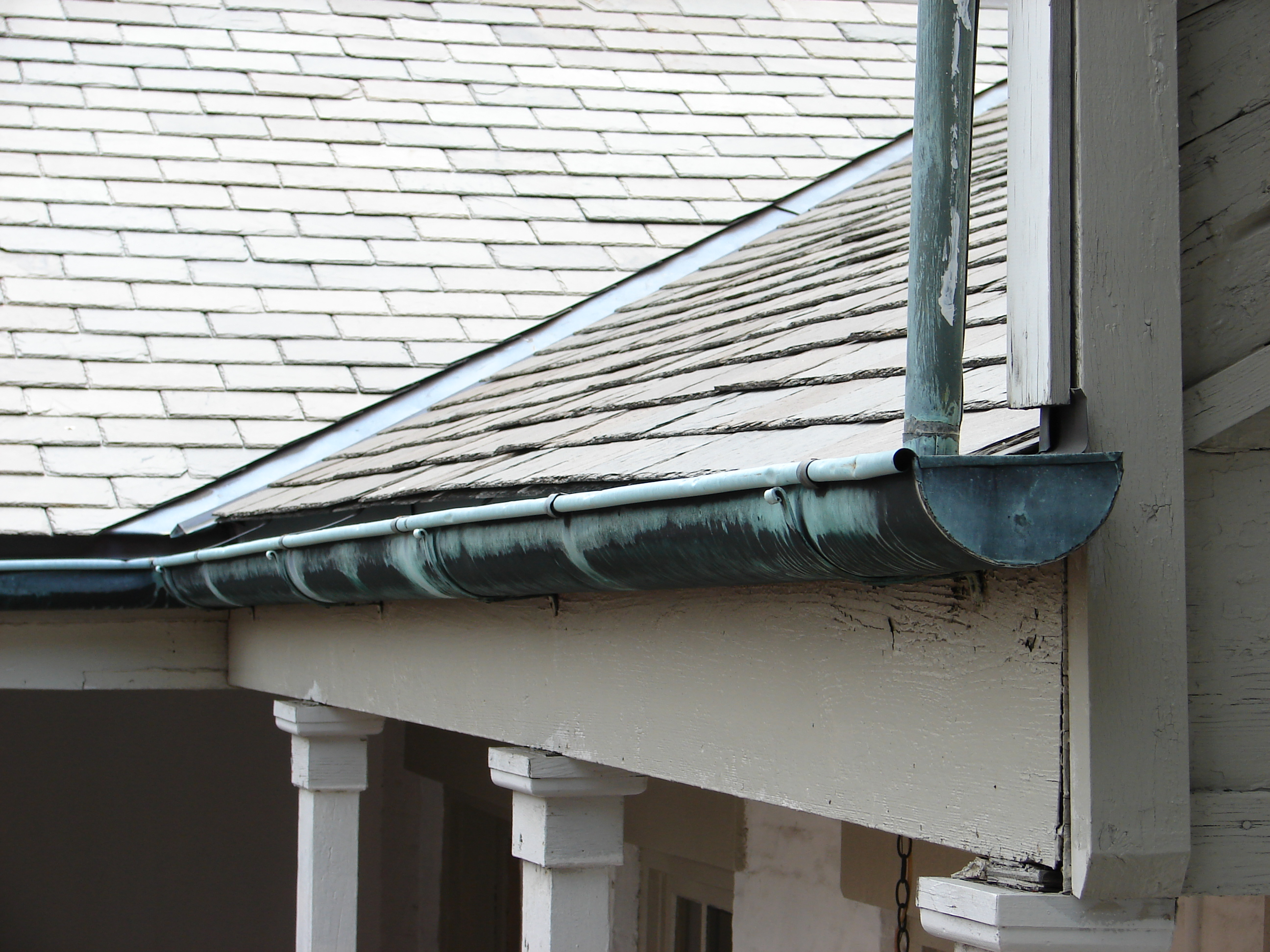
Halbrunde Dachrinne an einem Altbau (Kupfer)
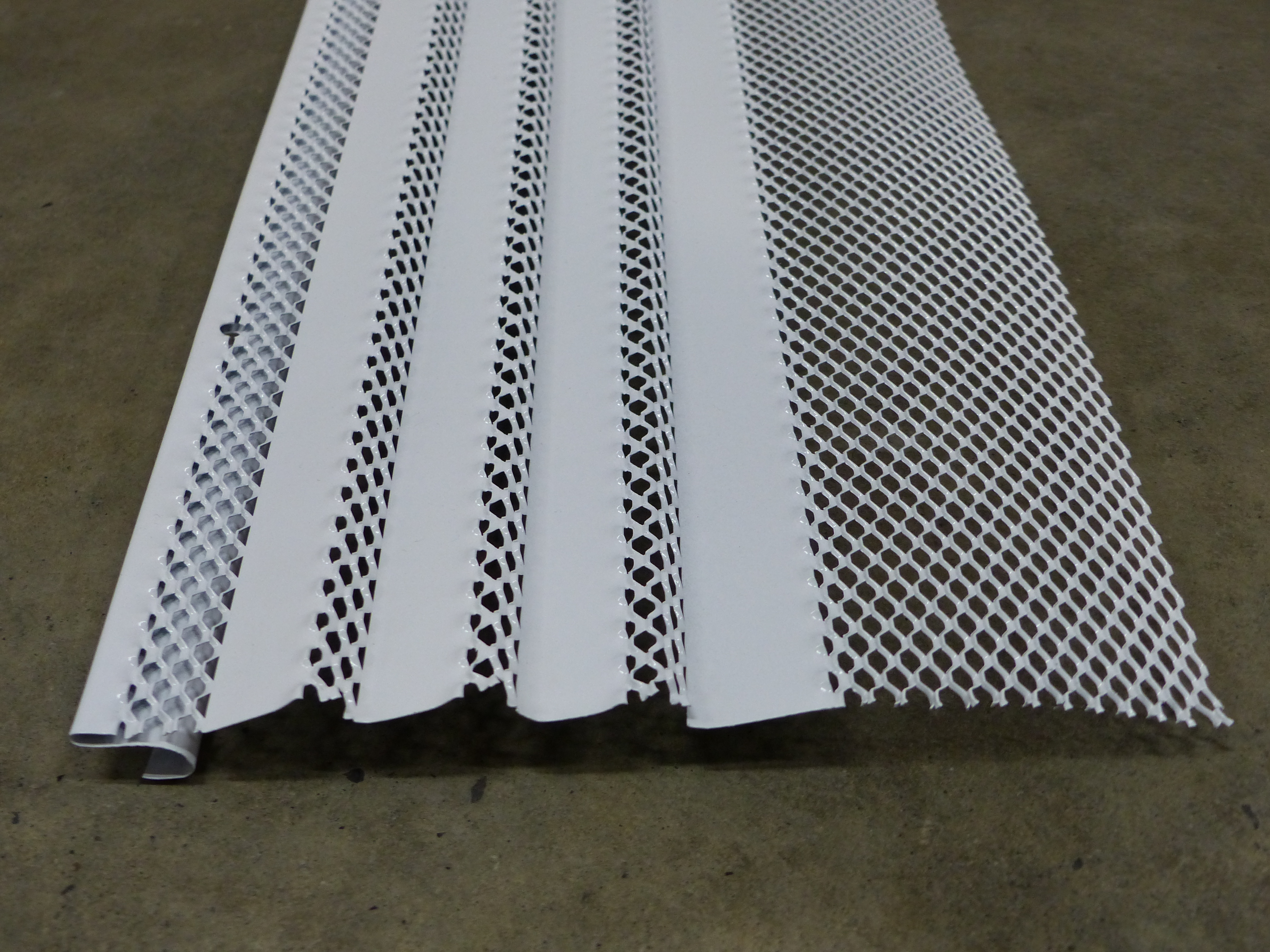
Ein Gutter Guard. Das linke Ende wird an der Außenseite der Rinne eingehakt.
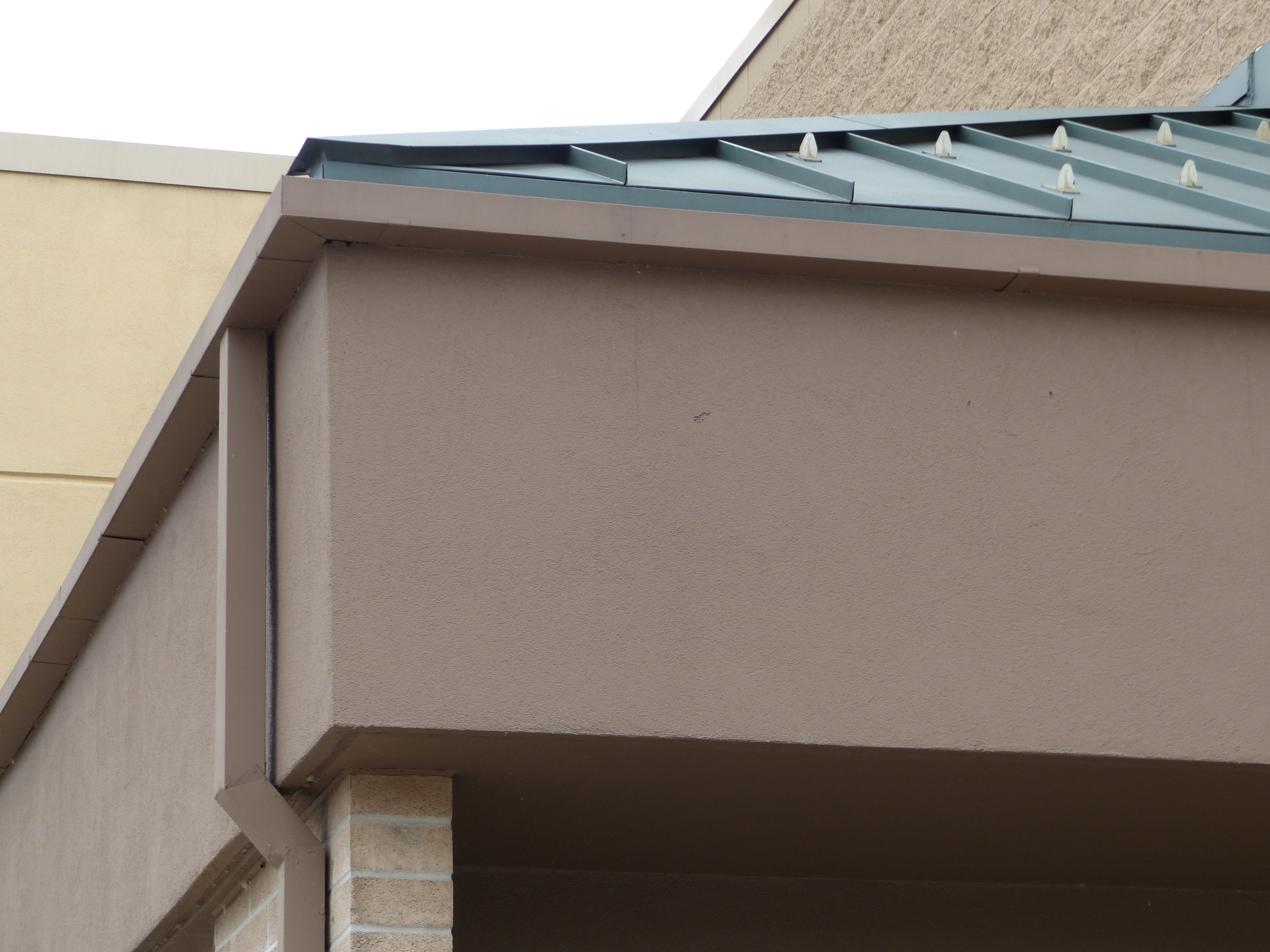
Schlichte Dachrinne und Fallrohr an einem Supermarkt
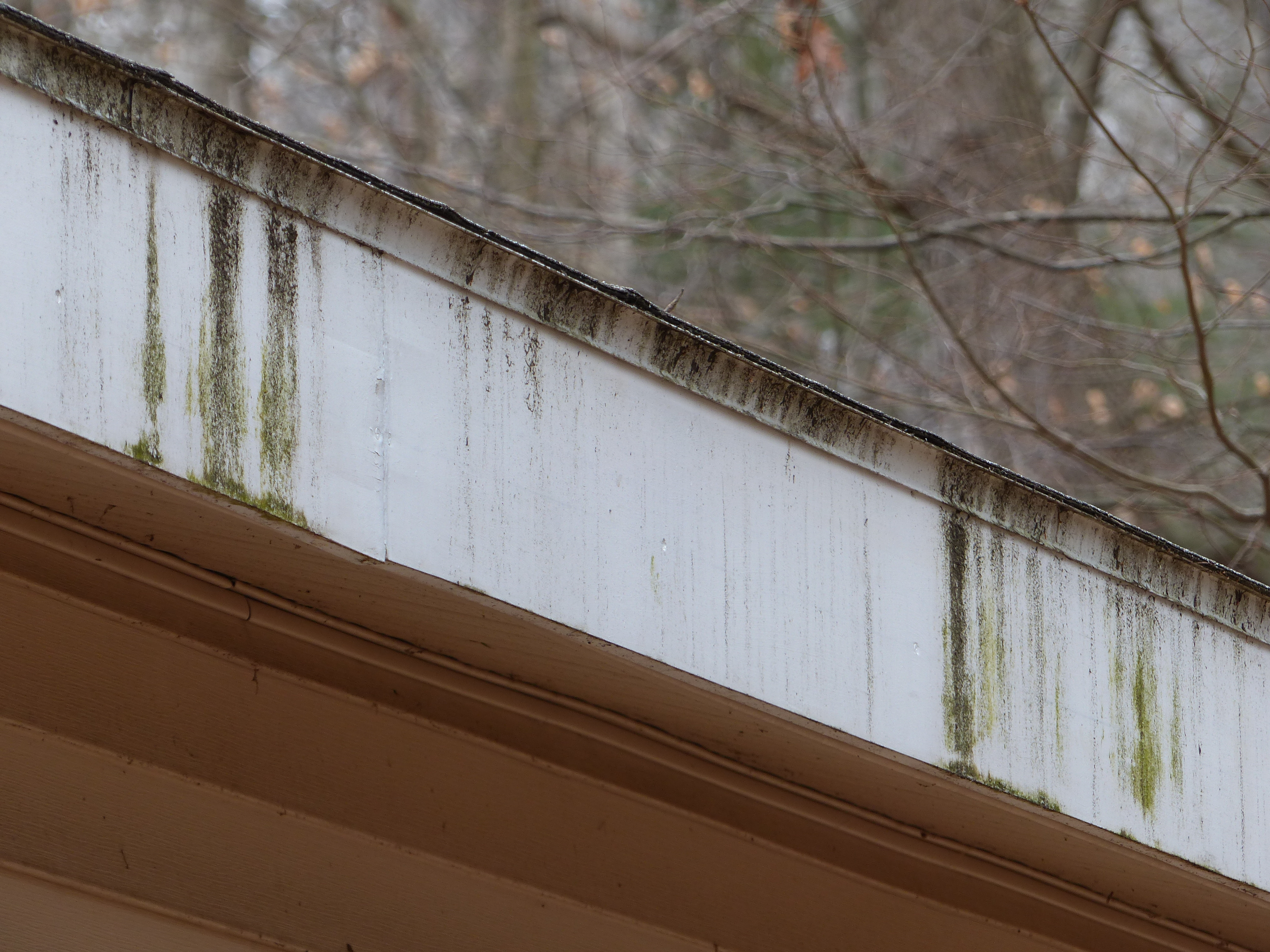
Ablauf-Streifen an Traufe aufgrund fehlender Dachrinne